# 都留文科大学
都留文科大学（つるぶんかだいがく、英語: Tsuru University）は、山梨県都留市にある公立大学。

コミュニケーションホール（左端）、1号館、本部棟、3号館（右端）

公立大学法人都留文科大学によって運営されている。略称は都留文、文大。

## 概説

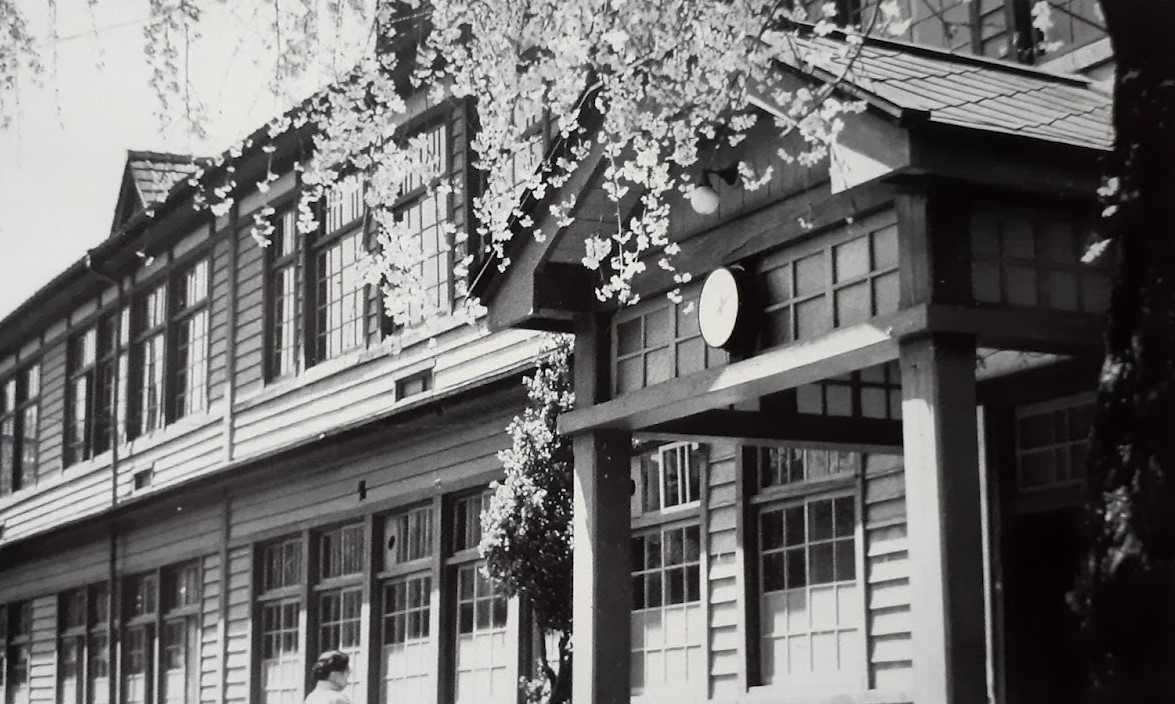
前身機関である山梨県立臨時教員養成所

### 大学全体

#### 概説
1953年（昭和28年）に山梨県立臨時教員養成所として発足し、1955年（昭和30年）に都留市立都留短期大学に、さらに1960年（昭和35年）に4年制の都留市立都留文科大学となった。東日本エリアの公立大学で唯一の教員養成系大学であり、卒業生の多くが教職に就いている。とりわけ創設以来、小学校教員養成に力を注いできた。人口約3万人の地方小都市である都留市が大学運営を行っている市立大学である。2009年（平成21年）に公立大学法人へ移行し、2013年（平成25年）に創立60周年を迎えた。

#### 大学設置から現在まで
都留市の中心部である谷村は、江戸時代に興譲館という郷学が設立されるなど、教育・文化を重視する風土があり、県立臨時教員養成所の誘致や短期大学への移行は市民の力が大きく働いた。市民のボトムアップによって設立された大学という点では日本では希有な存在である。しかし、地方小都市による大学運営は並々ならぬ苦労があり、1960年代終わりには県立移管が浮上。1970年代初めには国立移管（都留市外への移転を伴う）が浮上し、都留市長選挙の際に選挙公約になったほどであった。現在、都留市は「教育首都」を標榜し、大学を政策の大きな柱の一つとして位置づけている。

### 建学の精神（校訓・理念・学是）

#### 学訓
『菁莪育才』（「せいがいくさい」　初代学長諸橋轍次が学訓として選んだ言葉で、出典は『詩経』である。「社会有為の人材を育成することを楽しむ」という意。）

### 学風および特色

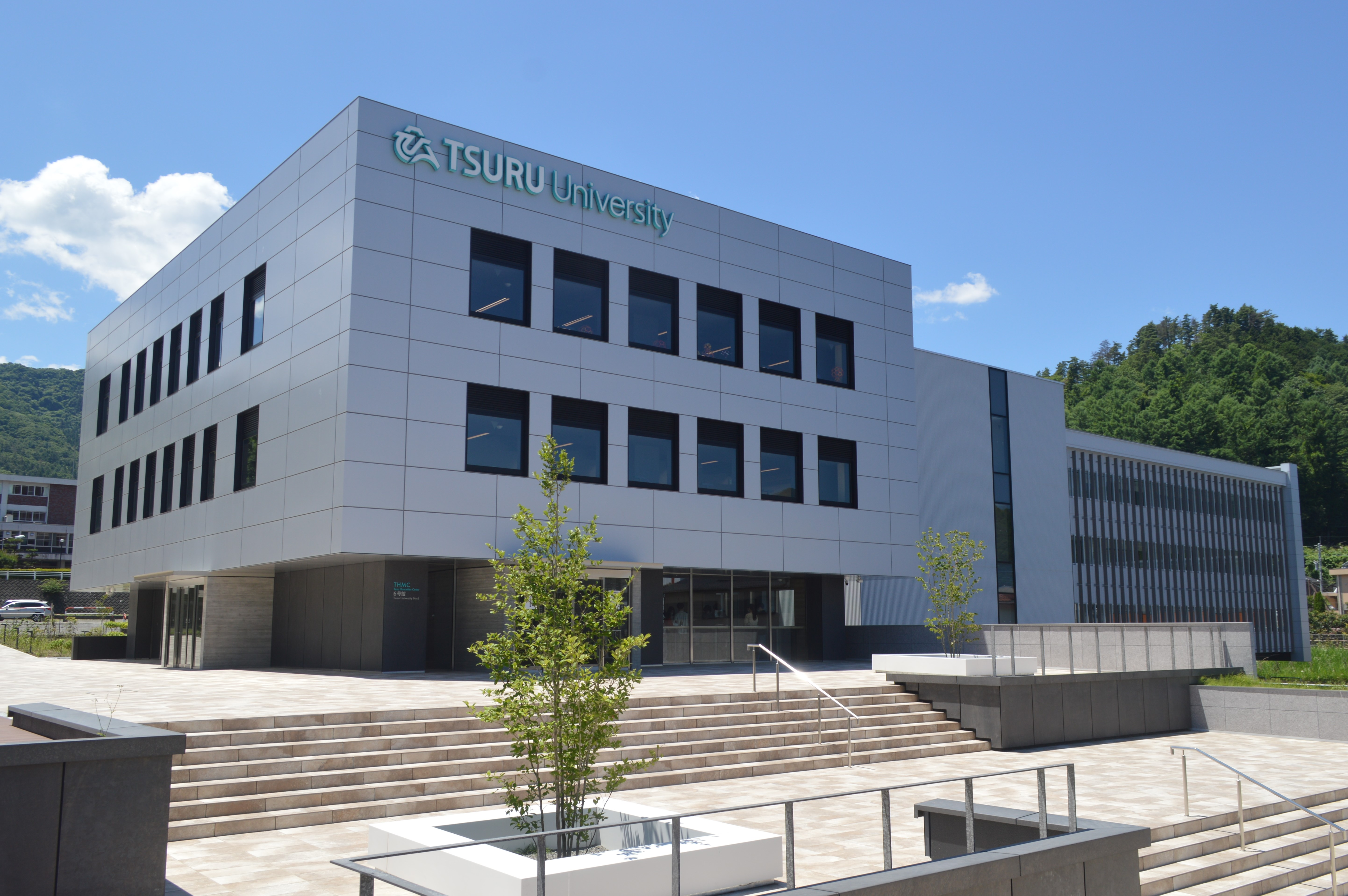
2023年完成の都留ヒューマニティーズセンター（THMC）

#### 大学の拡充と学外交流
1960年（昭和35年）の4年制移行時は初等教育学科、国文学科の2学科でスタートし、1963年（昭和38年）に英文学科を設置した。長らくこの3学科のみであったが、社会の変化に対応するために1987年（昭和62年）に社会学科、1993年（平成5年）に比較文化学科を増設し、現在は5学科、大学院5専攻、約3000人の学生を擁するまでになった。またそれらの学科増設に対応するためにも新講義棟（現2号館）、3号館、新附属図書館の建設など、設備面も逐次拡充を行ってきた。さらに、創立60周年事業の一環として国際交流会館を音楽研究棟横に建設したほか、隣接する南都留合同庁舎の敷地へのキャンパス拡大も計画されている。
その一方で国際化への対応から、学外交流への道も開拓され、1995年（平成7年）に中華人民共和国・湖南師範大学と交換留学協定を締結し、1998年（平成10年）アメリカ合衆国・カリフォルニア大学と学術交流協定を締結し、どちらも交換留学することができる。さらに協定校留学として2007年度（平成19年度）よりアメリカ合衆国・セント・ノーバート大学での語学研修プログラムを開始した。そのほかにも海外語学研修があり、学外交流は増えつつある。
国際関係について：1978年（昭和53年）最初の国際的な接触は、当時当大学学生の阪口正則（退職・和歌山県立神島高等学校校長）が、彼と一緒に滞在し、キャンパスを見学するアジア系アメリカ人の友人を招待したときに生まれた。これは、多くの学生に国際関係に大きい関心を巻き起こした。

#### 全国区大学という特徴
学部生の出身地は地元都留市が約1％程度、山梨県に広げても約10％であり、残りの約90％近くは他の都道府県から学生が集まる全国区大学である。また大学には寮がないため、学生の9割近くが都留市内の大学周辺に下宿（ワンルームマンションを含む）をしている。この全国区型の傾向は都留短期大学時代から既に見られた。それは1950年代後半に全国の国立大学が2年制の教員養成課程を廃し、4年制に一本化しはじめたことによるもので、2年で教員資格が取れる都留短期大学は地元山梨県はもとより北海道から沖縄県まで全国から学生が集まった。
さらに全国区型の特徴の要因となっているのは、4年制移行直後の1961年（昭和36年）3月の入学試験から全国の大学に先駆けて、全国各都市に試験会場を設ける地方試験の導入である。これは当時の国公立大学はもちろんのこと、私立大学を含めても類を見ないものであった。以前から公立大学は国立大学と別日程であったこともあり、この地方試験によって教員志望者が「地元の国立大学の次に志望する大学」という地位を築いていった。
現在、学部の入試は大きく分けて推薦入試と一般入試が行われており、一般入試は国立大学と同じ「前期日程」と公立大学独自の「公立大学中期日程」（旧C日程）の分離・分割方式で行われている。試験会場は2015年度（平成27年度）は一般推薦入試が全国15都市（旭川、函館、盛岡、仙台、東京、都留、新潟、富山、名古屋、大阪、岡山、高松、福岡、鹿児島、那覇）、一般入試(中期日程)が全国12都市（札幌、仙台、東京、都留、富山、名古屋、大阪、広島、高松、福岡、鹿児島、那覇）で行われた。

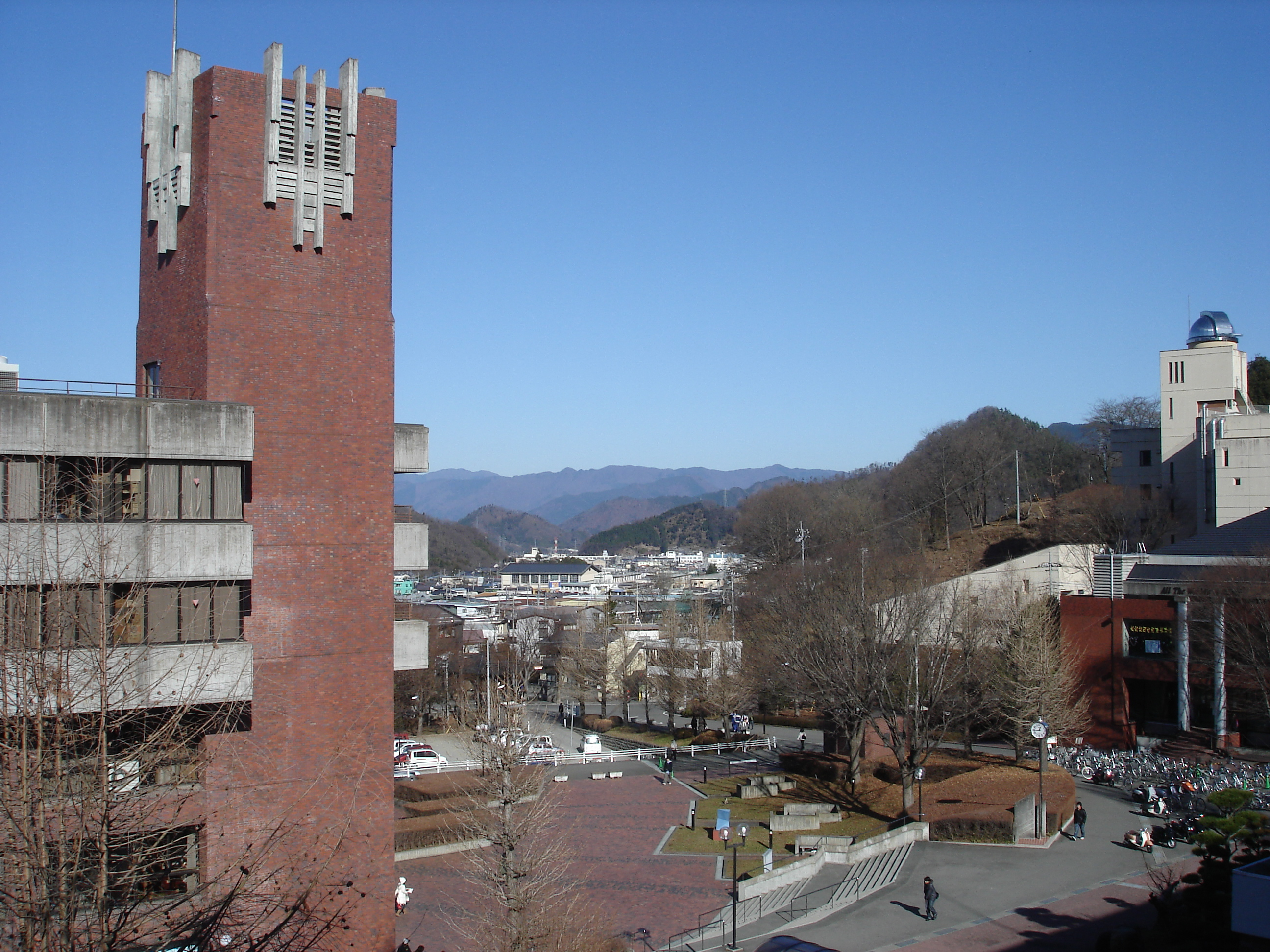
自然科学棟（右）・赤の広場（中央）・本部棟（左）
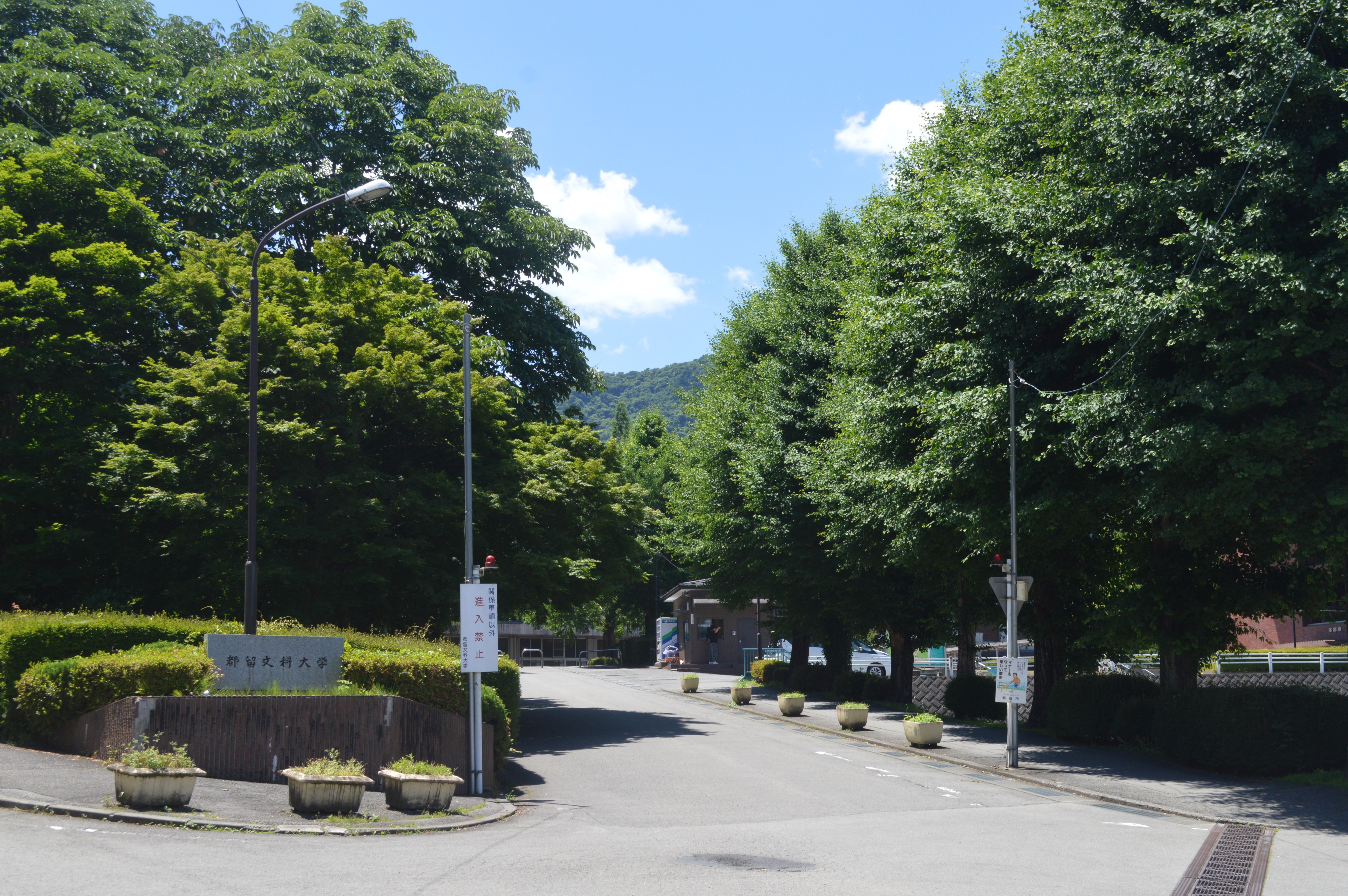
大学入口
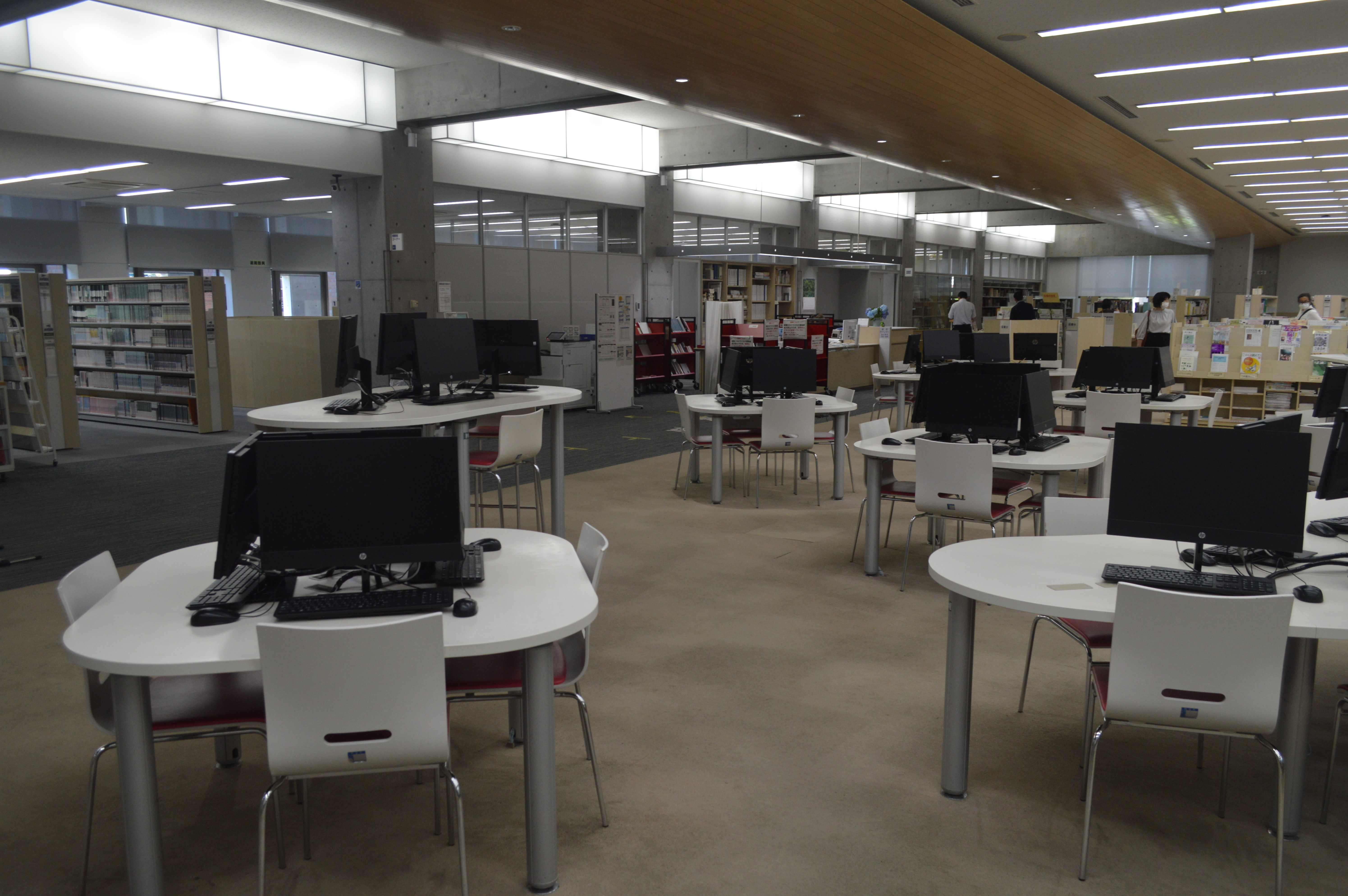
都留文科大学附属図書館
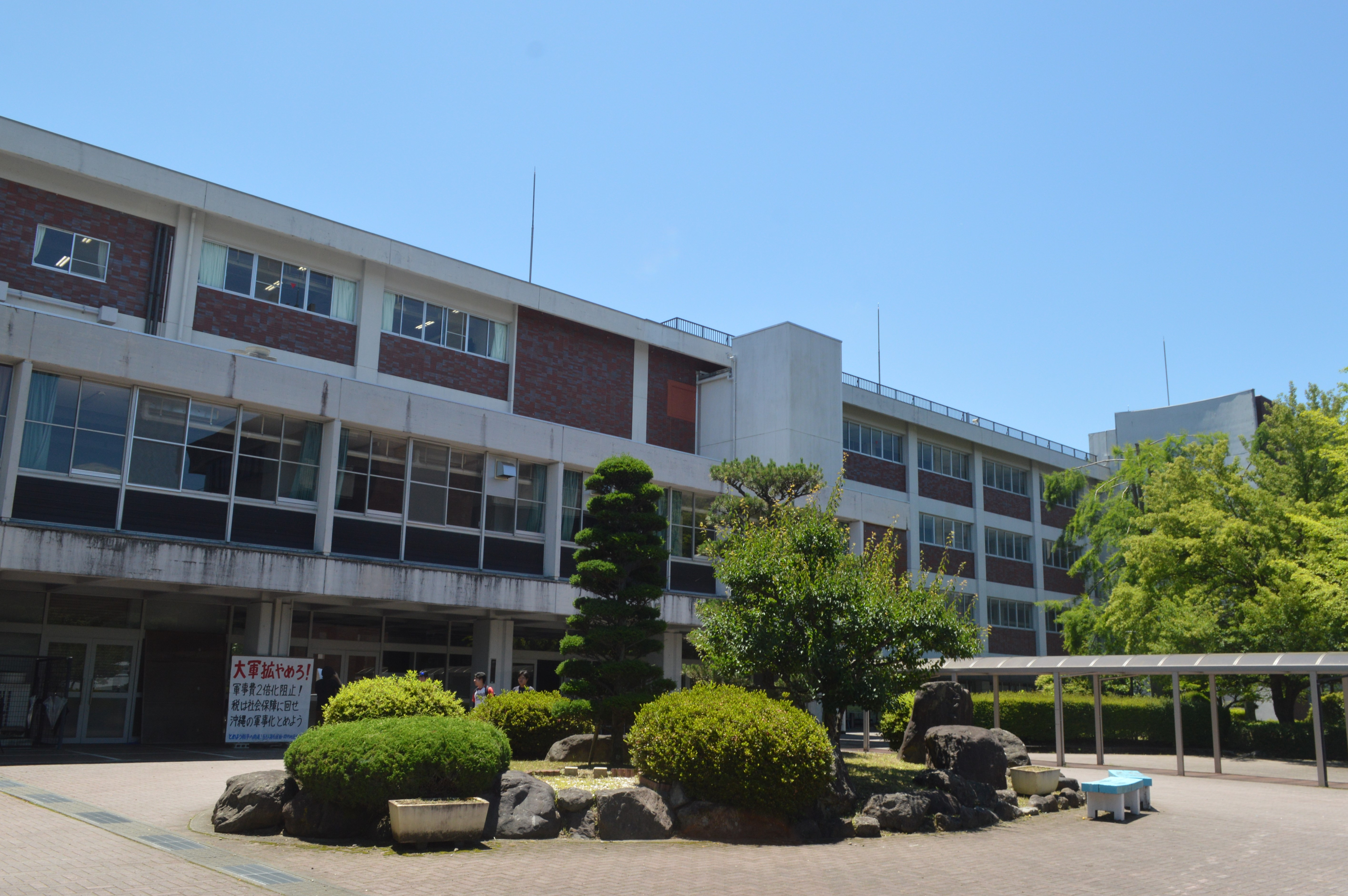
1号館
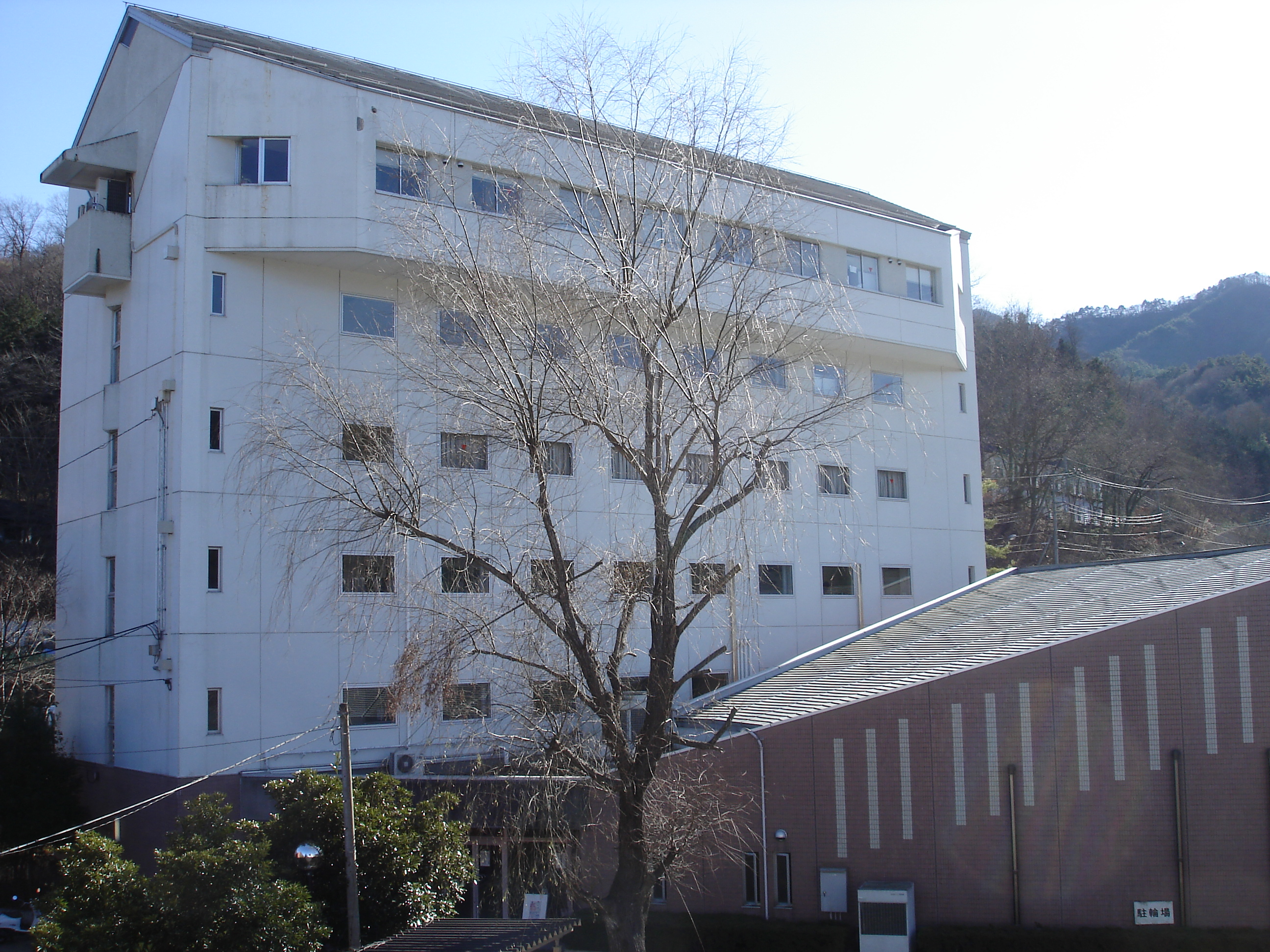
2号館
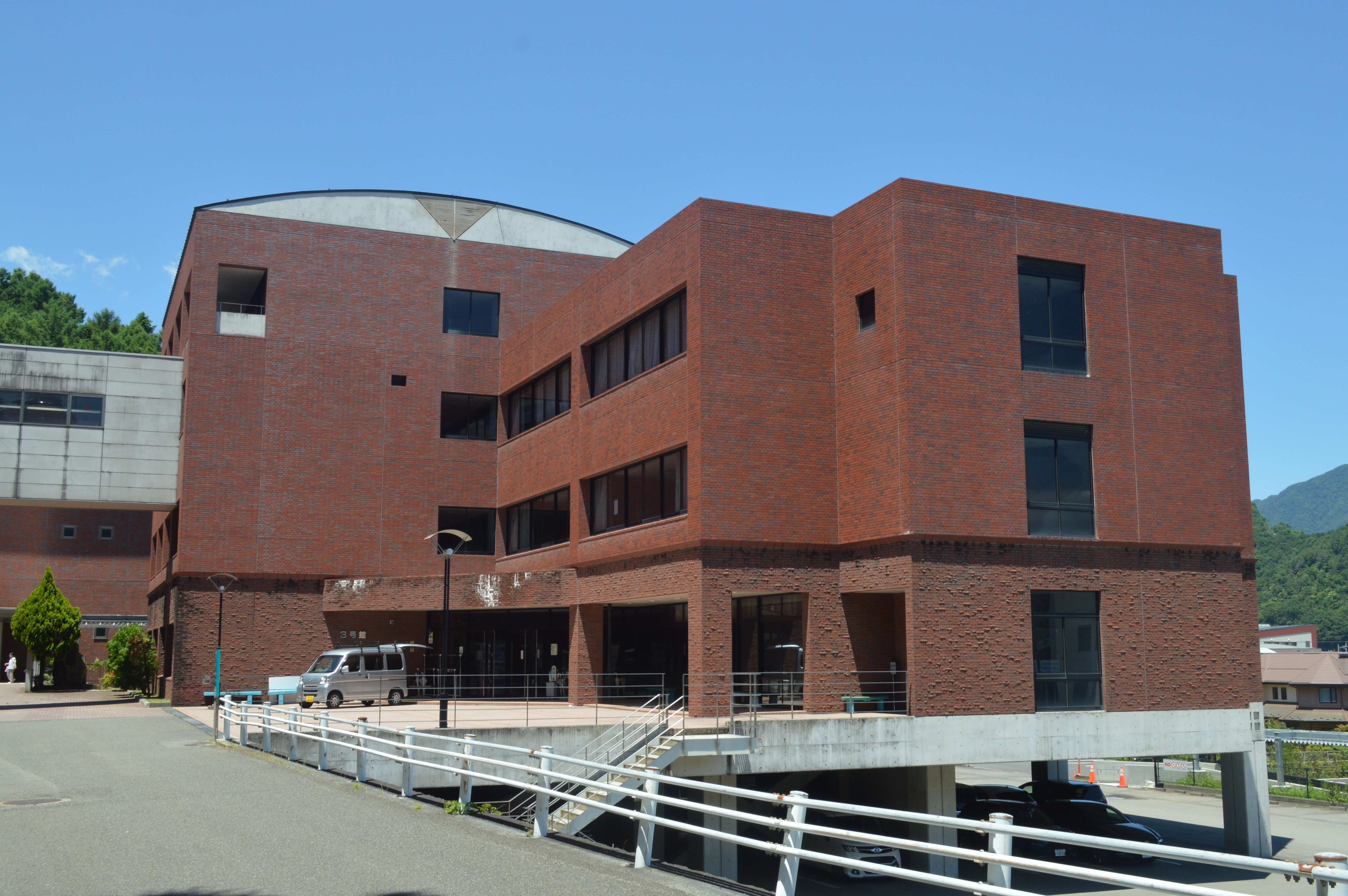
3号館
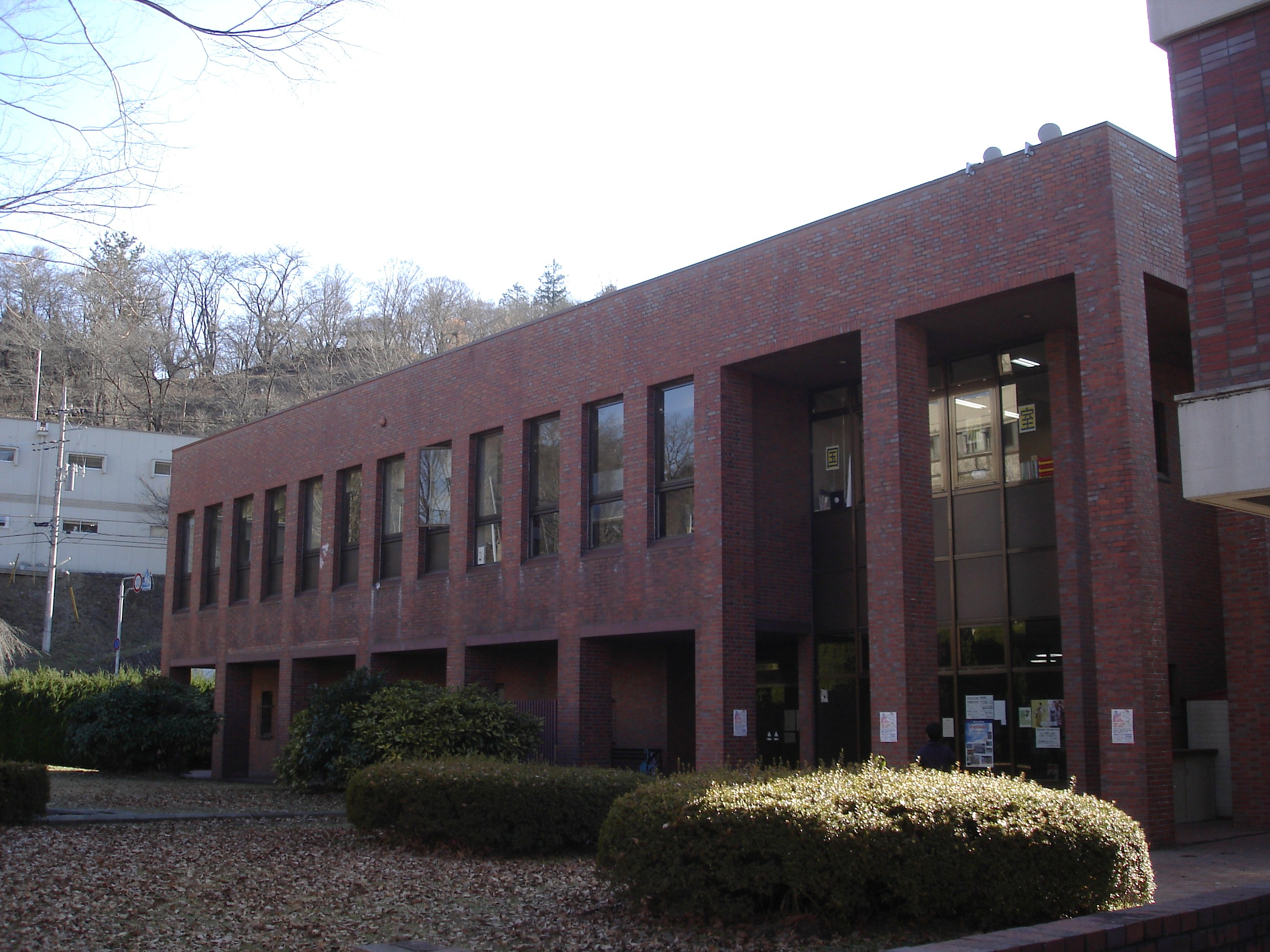
4号館（旧附属図書館）
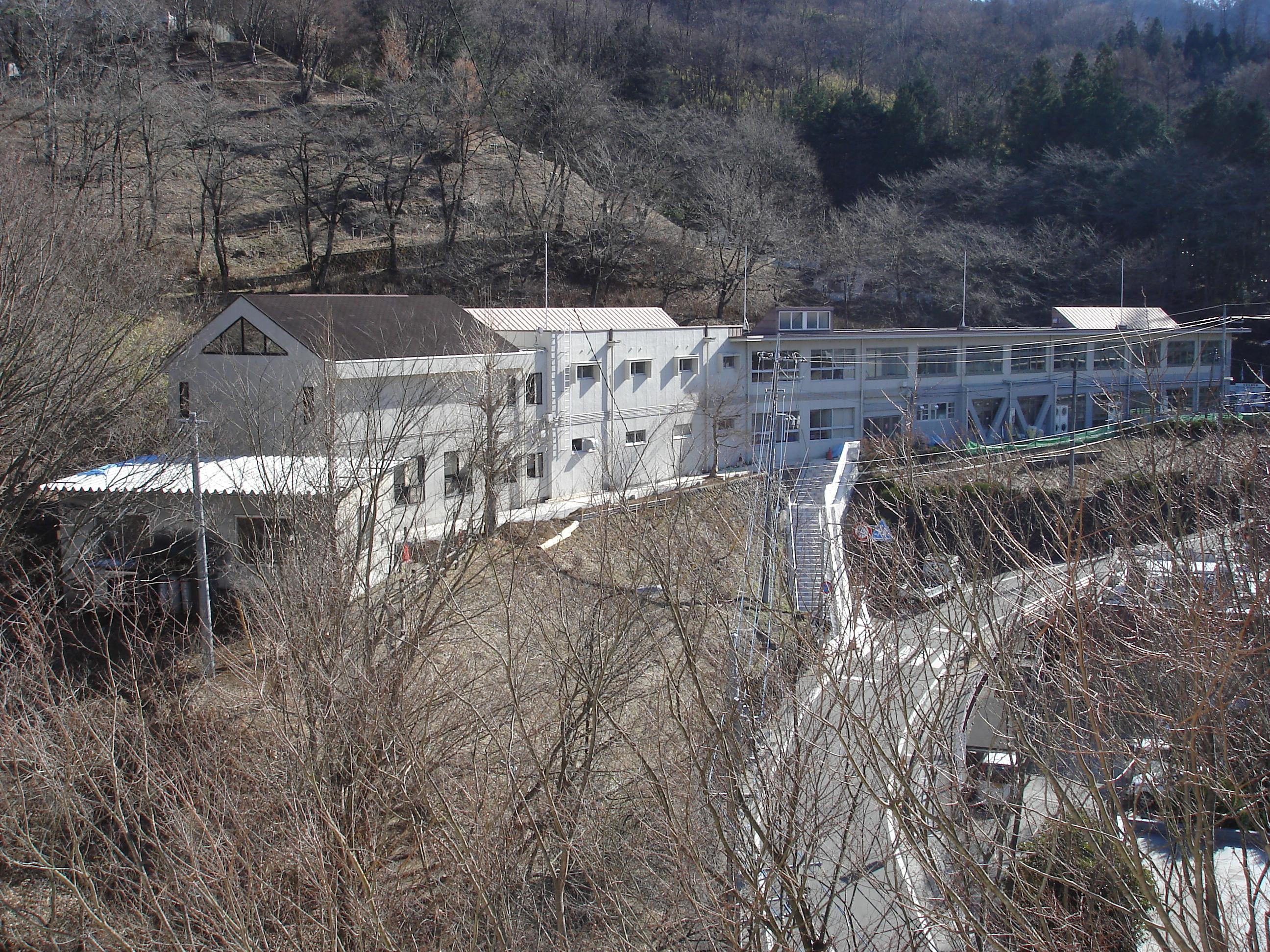
美術研究棟
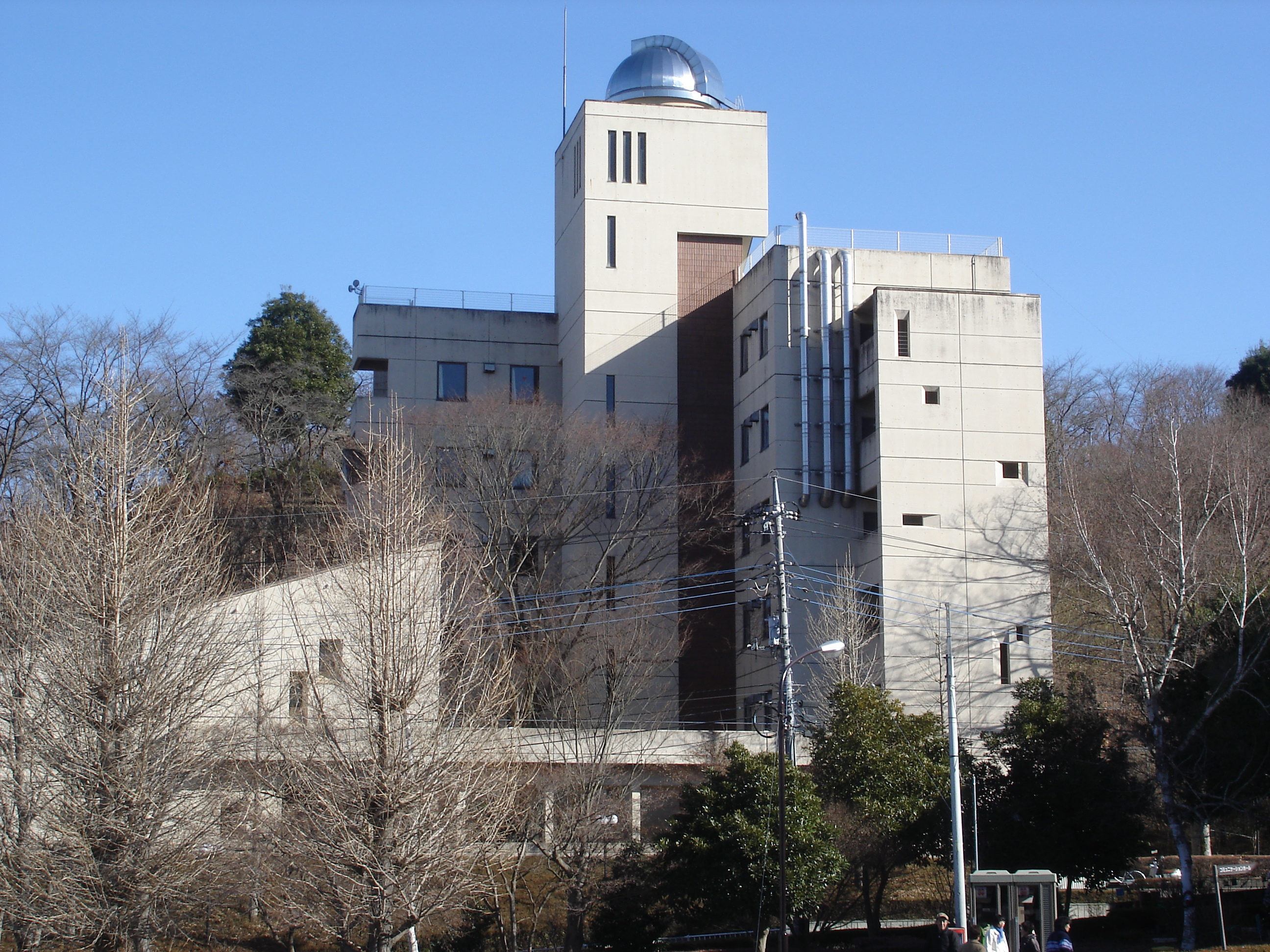
自然科学棟
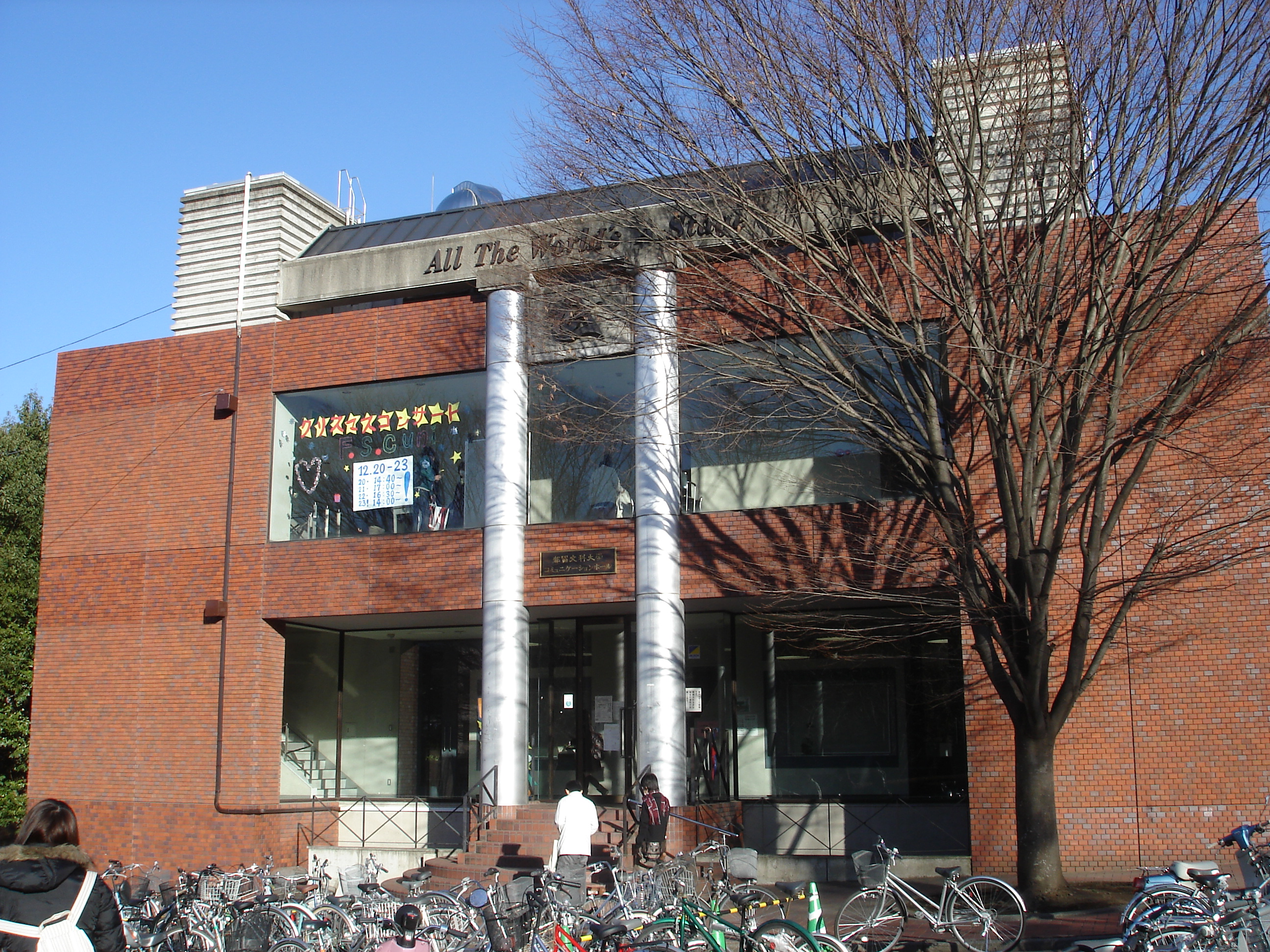
コミュニケーションホール
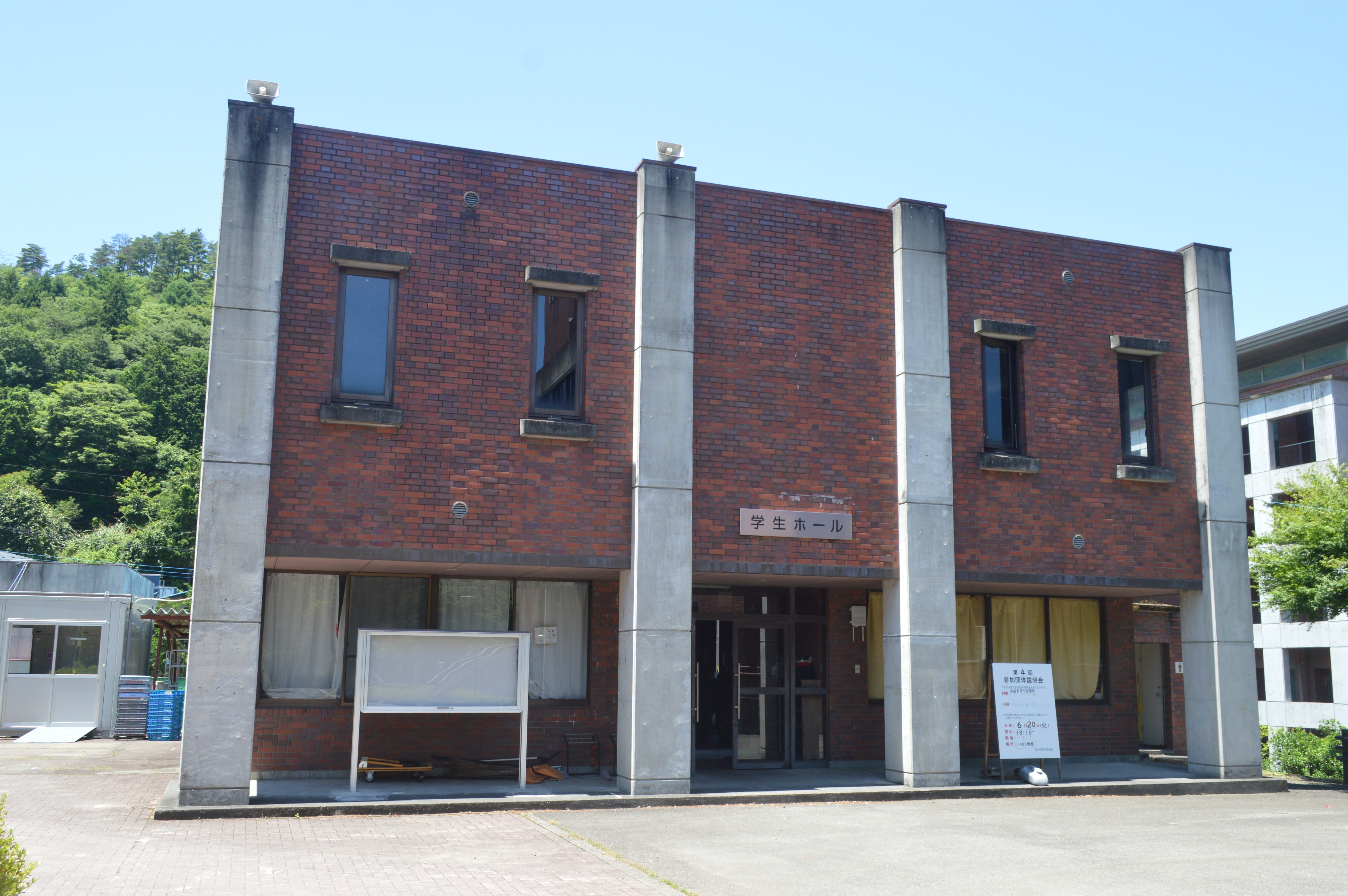
学生ホール

## 沿革

### 年表
- 1953年（昭和28年）- 山梨県立臨時教員養成所設立。校舎は旧制谷村高等女学校校舎（現在都留市役所のある場所）を1966年の移転まで使用する。
- 1955年（昭和30年）- 都留市立都留短期大学（初等教育科、商経科）を設立。
- 1960年（昭和35年）- 都留市立都留文科大学（文学部初等教育学科、国文学科）を設立。
- 1961年（昭和36年）- 都留短期大学全課程終了、廃止。
- 1963年（昭和38年）- 英文学科を設置。
- 1964年（昭和39年）- 都留市立谷村第三小学校を校名変更、改組し、都留文科大学附属小学校を設置。
- 1965年（昭和40年）- 学生運動が活発化。学生を扇動したとして教員3人が懲戒免職、2人が依願退職[9]。
- 1966年（昭和41年）- 現在地に移転。講義棟（現1号館）完成。
- 1972年（昭和47年）- 体育館完成。
- 1974年（昭和49年）- 美術研究棟完成。
- 1977年（昭和52年）- 附属図書館（現4号館）完成。
- 1978年（昭和53年）- 大学会館完成。
- 1979年（昭和54年）- 体育研究棟完成。
- 1981年（昭和56年）- 生活協同組合店舗、本部棟、学生ホール完成。
- 1982年（昭和57年）- 自然科学棟完成。
- 1985年（昭和60年）- 音楽研究棟完成。
- 1987年（昭和62年）- 社会学科を設置。
- 1989年（平成元年）- 新研究講義棟（現2号館）完成。
- 1991年（平成3年）- 文学専攻科（教育学専攻、国文学専攻、英文学専攻）を設置。
- 1992年（平成4年）- コミュニケーションホール完成。
- 1993年（平成5年）- 比較文化学科を設置。
- 1994年（平成6年）- 2号館内に情報センター設置。
- 1995年（平成7年）- 大学院文学研究科修士課程国文学専攻、社会学地域社会研究専攻を設置。日本語教員養成課程開設。第三講義棟（現3号館）完成。
- 1996年（平成8年）- 中華人民共和国・湖南師範大学との交換留学開始。
- 1998年（平成10年）- 文学研究科修士課程英語英米文学専攻を設置。
- 1999年（平成11年）- アメリカ合衆国・カリフォルニア大学との交換留学開始。
- 2000年（平成12年）- 文学研究科修士課程比較文化専攻を設置。
- 2003年（平成15年）- 文学研究科修士課程臨床教育実践学専攻を設置。地域交流・学習臨床教育センターを開設。
- 2004年（平成16年）- 新附属図書館完成。富士急行線「都留文科大学前駅」開業。創立50周年記念式典開催。
- 2005年（平成17年）- 3号館内に外国語教育研究センター設置。
- 2007年（平成19年）- 社会学科に環境・コミュニティ創造専攻、現代社会専攻を設置。
- 2008年（平成20年）- アメリカ合衆国・セント・ノーバート大学での語学研修プログラム開始。
- 2009年（平成21年）- 公立大学法人都留文科大学発足。大学の設置者が都留市から公立大学法人都留文科大学に変更となる。これに伴い理事長がおかれ、このポストに元東京ガス株式会社の専務取締役であった西室陽一が就任。他、学内外から理事が決定。
- 2016年（平成28年）- 社会学科において、2007年（平成19年）から10年間に渡って、教員免許の取得に必要な科目に履修漏れがあったことが発覚。
- 2017年（平成29年）- 文学部国際教育学科を設置。
- 2018年（平成30年）- 教養学部学校教育学科、地域社会学科を設置。
- 2023年（令和5年）3月28日 - 都留ヒューマニティーズセンター（THMC）が完成[10]。

## 教育および研究

### 組織

#### 学部
- 文学部
  - 初等教育学科（2018年度募集停止）
    - 教育実践学系
    - 臨床教育学系
    - 心理臨床系
    - 国語系
    - 社会科学系
    - 算数・数学系
    - 自然環境科学系
    - 生活環境科学系
    - 音楽系
    - 美術系
    - 体育系
    - 英語系
      - 2年次よりコースに分かれる。

  - 国文学科
  - 英文学科
  - 社会学科（2018年度募集停止）
    - 現代社会専攻
    - 環境コミュニティ創造専攻

  - 比較文化学科 (2024年度より教養学部へ移行)
  - 国際教育学科（2017年度新設、2024年度より教養学部へ移行）[11]
- 教養学部
  - 学校教育学科（2018年度新設）
    - 教育実践学系
    - 特別ニーズ教育系
    - 心理臨床系
    - 国語系
    - 社会科学系
    - 算数・数学系
    - 自然環境科学系
    - 生活環境科学系
    - 音楽系
    - 図工・美術系
    - 体育系
    - 英語系
      - 2年次よりコースに分かれる。

  - 地域社会学科（2018年度新設）
    - 地域経営コース（国際経済論、農山村再生論、地域経済論、企業経営論）
    - 公共政策コース（公共政策論、憲法、自治体経営論、国際政治学）
    - 環境社会コース（環境社会学、地域社会論、環境法、都市環境設計論）
    - 教育文化コース（社会科教育学、生涯学習論、環境教育、地域史）
      - 3年次よりゼミに所属することで、4つのコースに所属することとなる。

#### 研究科
- 文学研究科（修士課程）
  - 臨床教育実践学専攻
  - 国文学専攻
  - 英語英米文学専攻
  - 社会学地域社会研究専攻
  - 比較文化専攻

#### 専攻科
- 文学専攻科（修業期間：1年）
  - 教育学専攻

#### 付属機関
- 附属図書館
- 地域交流研究センター
- 保健センター
- 情報センター
- キャリア支援センター
- 国際交流センター
  - 留学・国際交流室
  - 外国語教育研究室
  - 日本語教育研究室
- 教職支援センター

### 教育
- 現代的教育ニーズ取組支援プログラム
  - 山・里・町をつなぐ実践的環境教育への取組－フィールド・ミュージアムへようこそ！－
- 特色ある大学教育支援プログラム
  - 地域を基盤とした教師養成教育モデルの開発－学習支援を通して「子ども体験」の深化をめざす学生アシスタント・ティーチャー・プログラム－

## 学生生活
- 学生自治会が置かれ、新入生歓迎運動や桂川祭（学園祭）、鶴鷹祭など学生行事・生活に関わるものを数多く運営している。全体を統括する執行委員会他、6つの組織によって構成されている。

### 学園祭
10月末から11月上旬の木曜から土曜に学園祭として「桂川祭」（かつらがわさい）が行われる。

### スポーツ
6月に高崎経済大学との間でスポーツ交流戦「鶴鷹祭」（かくようさい：都留＝鶴、高崎＝鷹）が行われる。隔年ごとに都留文科大学・高崎経済大学で開催される。

### 文化
都留文科大学合唱団は全国屈指の名門・強豪であり、全日本合唱連盟が主催する全日本合唱コンクール大学・ユース部門(前身の大学部門含む)で2009年より12年連続(2020年大会は新型コロナウィルス感染症の流行で中止)で金賞を受賞。その内、部門最高賞かつ全国1位相当の文部科学大臣賞も2014～2015、2017、2019、2021の5度受賞している(2009年大会でも北海道教育委員会教育長賞とカワイ奨励賞を受賞し、部門1位・シード合唱団に選出される)。2022年大会では銀賞を受賞した。

## 大学関係者と組織

### 大学関係者一覧
- 都留文科大学の人物一覧

#### 歴代学長・養成所所長
（在任期間、氏名、就任当時の所属・肩書の順）
- 山梨県立臨時教員養成所

1. 1953年（昭和28年）4月1日 - 1955年（昭和30年）3月31日）: 田中哲雄、山梨県教育長を兼任

- 都留短期大学

1. 1955年（昭和30年）4月1日 - 1957年（昭和32年）4月7日 : 友枝高彦、東京文理科大学（のちの東京教育大学、その後筑波大学）名誉教授
2. 1957年（昭和32年）7月17日 - 1959年（昭和34年）3月31日 : 諸橋轍次、東京文理科大学名誉教授

- 都留文科大学

1. 1960年（昭和35年）4月1日 - 1964年（昭和39年）3月31日 : 諸橋轍次
2. 1965年（昭和40年）2月1日 - 1969年（昭和44年）1月9日 : 中西清、都留文科大学教授
3. 1969年（昭和44年）1月10日 - 1971年（昭和46年）4月12日 : 増谷文雄、大正大学教授
4. 1973年（昭和48年）4月1日 - 1975年（昭和50年）12月21日 : 下泉重吉、東京教育大学（筑波大学）名誉教授
5. 1976年（昭和51年）4月2日 - 1977年（昭和52年）4月7日 : 和歌森太郎、東京教育大学名誉教授
6. 1977年（昭和52年）12月3日 - 1983年（昭和58年）12月2日 : 大田堯、東京大学教授
7. 1984年（昭和59年）3月5日 - 1990年（平成2年）3月31日 : 上田薫、立教大学教授
8. 1990年（平成2年）4月1日 - 1996年（平成8年）3月31日 : 白尾恒吉、青山学院大学教授
9. 1996年（平成8年）4月1日 - 2002年（平成14年）3月31日 : 久保木哲夫、東京家政学院大学教授・都留文科大学名誉教授
10. 2002年（平成14年）4月1日 - 2008年（平成20年）3月31日 : 金子博、都留文科大学教授
11. 2008年（平成21年）4月1日 - 2010年（平成22年）5月10日 : 今谷明、国際日本文化研究センター名誉教授
12. 2010年（平成22年）7月1日 - 2014年（平成26年）3月31日 : 加藤祐三、横浜市立大学名誉教授
13. 2014年（平成26年）4月1日 - 2020年（令和2年）3月31日 : 福田誠治、都留文科大学教授、副学長
14. 2020年（令和2年）4月1日 -  2023年（令和5年）3月31日 : 藤田英典、東京大学名誉教授
15. 2023年（令和5年）4月1日 - 現在：加藤敦子、都留文科大学教授、副学長

## 施設
- 交通アクセス
  - 富士山麓電気鉄道富士急行線・都留文科大学前駅（特急停車駅）から徒歩5分。
  - 中央自動車道・都留インターチェンジから車で10分。

## 対外関係

### 他大学との協定
国際・学術交流等協定校
- カリフォルニア大学（アメリカ合衆国・カリフォルニア州）
- セント・ノーバート大学（英語版）（アメリカ合衆国・ウイスコンシン州）
- ラトガーズ大学（アメリカ合衆国・ニュージャージー州）
- リジャイナ大学（英語版）（カナダ・サスカチュワン州）
- 湖南師範大学（中華人民共和国・湖南省）
- ヴィヴェス大学（ベルギー）
- ホウエスト大学（ベルギー）

短期海外語学研修実施校
- ハワイ大学（アメリカ合衆国・ハワイ州）
- リジャイナ大学（英語版）（カナダ・サスカチュワン州）
- 陝西師範大学（中華人民共和国・陝西省）

## 社会とのかかわり

### 不祥事

#### 教員養成課程における履修漏れ
2016年（平成28年）12月28日、2016年（平成28年）3月に文部科学省に提出された地域社会学科新設に伴い、教育課程の変更届を同省が精査した結果、2007年（平成19年）から10年間に渡って、教員免許の取得に必要な科目に履修漏れがあったことが発覚した。同省によれば、教育職員免許法施行規則において、中学校社会科教員免許と高等学校地理歴史科の教員免許を取得するためには日本史や外国史および地理学などの包括的な履修が求められている。しかし、都留文科大学においては、免許取得に必要な日本史と外国史、および地理学の講義内容が日本史学ＩとそのII、西洋史学ＩとそのII、東洋史学ＩとそのII、地理学ＩとそのIIにそれぞれ分割されており、同校では「I」または「II」の選択必修とされていたため、教員免許に必要な科目の履修漏れが発生した。すでに教員免許を取得済みの都留文科大学の卒業生と2017年（平成29年）3月に卒業予定の学生を含め、約400人の再履修が必要になった。

#### 労働組合加入教員に対する差別
労働組合に所属する教員6名に対して、違法な退職金減額が行われた。東京地裁（2015年6月13日）、二審高裁高裁判決（2015年10月28日）、最高裁（2016年6月）のいずれの裁判も、大学側が敗訴した。2018年にも、都留文科大学の元教授らが不当に退職金を減額されたとして提訴し、甲府地方裁判所はおよそ1250万円の支払いを、大学側に命じる判決が下った。
また、2018年4月、社会学科を地域社会学科へ改編した際、大学運営に対する意見を述べた3名の専任教員に対して、意向確認すらせず、地域社会学科の教育活動から排除したことを理由に、当該教員から地位確認と慰謝料を求める提訴が行われた。

### 卒業後の進路
2018年（平成30年）に教養学部が設置されるまで文学部のみの単科大学であったが、東日本エリアの公立大学で唯一の教員養成系大学としてこれまで多くの小・中・高等学校教員を全国に輩出してきた。特に創設以来、小学校教員養成には力を注いでいる。なお、比較文化学科を除く学科で小学校教諭一種免許を取得することができる。
2013年（平成25年）現在、卒業生約3万名のうち約1万名以上が教職に就いている。最盛期の70～80年代前半に比べ教員採用は少ないが、2012年（平成24年）度卒業生の進路決定者のうち教員は32%(初等教育学科では約70%)を占めており、公務員は9%、企業は49%である。近年はNGO、NPOなどにも進出している。大学院・他大学への進学者は9%である。
卒業生には大学院進学を経て研究者になる者も多い。創設当初よりある初等教育学科・国文学科・英文学科は教育学・文学・外国語学などの他大学大学院との連続性も強く進学者も多い。しかし，90年代前後に新設された社会学科、比較文化学科は他大学大学院に都留文科大学のカリキュラムに直結した大学院が少ないことも影響しており漸次整備された各学科に対応した都留文科大学大学院（修士課程）に比べ、他大学大学院への進学は、やや分が悪い。
学生の90%前後が山梨県外の出身者で、卒業後にその多くが再び地元に戻っていく傾向がある。

## 附属学校

### 附属小学校
- 都留文科大学附属小学校
  - 1964年（昭和39年）に「都留文科大学附属小学校」が設置されているが、これは、都留市立谷村第三小学校を校名変更、改組したもので、都留市教育委員会によって他の公立小学校と変わらない運営がなされている。つまり学区内に居住していれば入学できる。これは大学の附属小学校としては唯一の存在である。日本で唯一の公立大学の附属小学校である。